# Susie, a kicsi kék autó
A Susie, a kicsi kék autó (eredeti cím: Susie the Little Blue Coupe) 1952-ben megjelent amerikai 8 perces  rajzfilm, melyet Clyde Geronimi rendezett. Az animációs játékfilm producere Walt Disney. A forgatókönyvet Bill Peet írta. A zenéjét Paul J. Smith szerezte. A videofilm gyártója a Walt Disney Productions, forgalmazója a RKO Radio Pictures. Műfaja filmvígjáték.
Amerikában 1952. június 6-án adták ki VHS-en, Magyarországon 1993-ban az MTV 1-en vetítették le a televízióban, új szinkronnal 2006-ban adták ki DVD-n.

## Cselekmény
A film főhőse, Susie, aki egy kicsi kék autó. Vadonatúj korában, egy autókiállításon tekintették meg a látogatók. Susie jó minőségű, jó mennyiségű benzin fogyasztású kis autó volt. Az egyik látogató, jó pénzért, megvásárolta Susie-t, akit Fred úrnak hívtak.
Fred úr és családja örömmel látták Susie-t a háznál, nagyon szerettek vele menni. Susie minden hétköznap szívesen szállította el kis nebulóit az iskolába. Susie boldogan száguldozott a városban, világos nappalokon, a közúti lámpáknál is figyelt a tilos, a várjon és a mehet jelzésre, és az utcai lámpákra is rápillantott.
Egyik este a nagy tömegközlekedésben nehezen tudott hazavánszorogni. Fred úr otthon betolta a garázsba, de Susie késő este már egyedül érezte ott magát. Fred úr, beküldte mellé a gyerekek macskáját, hogy ne érezze magát egyedül. Mikor leszállt az éjszaka, ott aludt Susie tetején a macska, Susie jól érezte magát, kedves barátnőjével, és a félhold is bevilágított a garázsba.
Három éven át boldogan élt Susie-val a család, sokat mentek nyaralni, a nyári vakációkban. Susie, is boldogan utaztatta családját mindaddig, amíg meg nem hibásodott. Fred úr egyik nap, elvitte egy szervizbe, és egy szerelő megvizsgálta Susie-t. A szerelő azt javasolta, hogy adja el egy kereskedőnek, mert Susie már annyira meghibásodott, hogy nehéz munka volna megjavítani.
Fred úr utoljára szállt bele Susie-ba, majd eladta egy kereskedőnek. Fred úr és Susie búcsút vettek egymástól, és Susie ott maradt a kereskedőnél. A kereskedő ugyan nem szerette az autókat, de jó hasznot próbált belőlük húzni. Susie látta társait, hogy mennyire rosszul megy ott soruk, ráadásul a kereskedő a szabad ég alatt tárolta mindannyiukat egy telephelyen. A kereskedő, amíg vásárlót várt, addig szivart szívott unalmában, de ha nem vásároltak autót, a kereskedő mindig dühbe gurult, mérgében rugdosta az autókat, és csapkodta az ajtójukat. Susie bánatában megszökött onnan az egyik este. A kereskedő meg észre vette, ezért értesítette a rendőrséget, hogy hozzák vissza.
Az éjszaka folyamán, Susie egy szűk mellékutcában rejtőzött el, ahol egy sárga fényű gömblámpa világított. Susie félt a sötét éjszakában, ezért a reflektorait sem kapcsolta ki. Az éjszaka elég fagyosra fordult, és Susie talált egy elhagyott takarót, amit magára terített, hogy ne fázzon. Susie egy szép villa mellett pihent le.
A sötétben egyszer csak megjelent egy bőrkabátos, kalapos férfi, aki éppen egy cigit szívott. Susie megijedt, mert megérezte róla, hogy egy tolvaj. A tolvaj ellopta Susie jó meleg takaróját, és már próbálkozott is beszállni. A villaházban a tulajdonos meghallotta mi folyik oda kint, és gyorsan kiszaladt, hogy megakadályozza. Tolvaj, fogják meg! Kiáltott fel a derék villatulajdonos, a tolvaj pedig megijedt, és úgy eltűnt, mint a kámfor.
A villatulajdonos hallotta hírét, hogy egy megszökött autót keresnek, és közelebb lépett Susie-hoz. A villatulajdonos rádöbbent, hogy ezt az autót keresik, ezért telefonált a rendőrségre, hogy itt van a megszökött autó. A rendőrautó éppen keresésére indult, Susie megijedt és elmenekült. Susie megpróbált elbújni a híd alatt, mert nem akarta, hogy visszavigyék a kereskedőhöz. A rendőrkocsi két sárga fényű reflektorral világította az utat, egy piros fényű jelzőt használt a tetején, megkülönböztetőnek, hogy keresésen van, és két zöld fényű kereső lámpát használt, hogy megkeresse Susie-t.
Susie a nagy menekülés folytán kezdett elromlani, és mire a rendőrautó megtalálta, már olyan rossz állapotba került, hogy a kereskedő sem tudott belőle hasznot húzni. Ezért elszállították egy daruskocsival az autótemetőbe. Az egyik hideg éjszaka folyamán kidobták, és magára maradt, a régi tönkrement roncsokkal. Fázott és sokszor gondolt arra, hogy milyen jó volt, amikor még Fred úrral és kedves családjával utazhatott.
Mire kitavaszodott, Susie boldogan hallgatta a madarak énekét, és egy fiatalember rátalált a roncstelepen. A fiatalember megkérte a telephely tulajdonosát, hogy hazavihesse ezt a szép autót. Hazatolta és betolta a garázsba, majd megígérte Susie-nak, hogy megjavítja és szebb lesz, mint újkorában. A fiatalember családja örömmel nézte Susie-t, a roncsot, amelyet olyan szépen megjavított a fiatalember, akár egy varázsló. Susie régi családja is hallotta hírét, és örültek, hogy régi kedves autójuk most is jó helyre került. A fiatalember leszerelte Susie régi lámpáit, mert már teljesen tönkrementek, és megígérte majd új lámpákat szerel fel. Susie új családjával szívesen utazott és elfelejtette szomorú pillanatait. Susie olyan szép felújított személyi autó lett, mint akár egy versenyautó, és újból örömmel száguldozott a városban.

## Szereplők
- Susie / Csöpi – A főhős, kicsi kék autó.
- Fred úr – Susie régi gazdája, örömmel utazott kedves családjával.
- Macska – Fred úr házi macskája, Susie barátnője.
- Autószerelő – A szerviz tulajdonosa, megvizsgálta Susiet.
- Gazdag kereskedő – Az autótelephely tulajdonosa, nem szeret autózni, de szeret jó pénzért eladni autót.
- Öreg kocsi – Susie szomszédja, a telephelyen.
- Autótolvaj – A tolvaj, el akarta lopni Susiet.
- Villatulajdonos – A villa tulajdonosa, megakadályozta a tolvaj lopását.
- Rendőrkocsi – A rendőrautó, vissza akarta vinni Susiet, az autótelephelyre.
- Daruskocsi – A darusautó, elvitte Susiet az autótemetőbe.
- Fiatalember – Susie új gazdája, örömmel utazott kedves családjával.
- A roncstelep tulajdonosa – A tulajdonos, az autótemetőnél.

## Magyar hangok
| Szereplő                  | Eredeti hang      | Magyar hang        | Magyar hang        | Magyar hang        |
| Szereplő                  | Eredeti hang      | 1. szinkron (1992) | 2. szinkron (1995) | 3. szinkron (2006) |
| ------------------------- | ----------------- | ------------------ | ------------------ | ------------------ |
| Susie                     | June Foray        | saját hangján      | Andai Kati         | saját hangján      |
| Narrátor                  | Sterling Holloway | Szombathy Gyula    | Salinger Gábor     | Gyimesi Pálma      |
| Fred úr                   | Stan Freberg      | Wohlmuth István    | Salinger Gábor     | Presits Tamás      |
| Autószerelő               | Stan Freberg      | Horányi László     | Pethes Csaba       |                    |
| Az autószalon tulajdonosa | Stan Freberg      | Kardos Gábor       | Szerémi Zoltán     | Szinovál Gyula     |
| Kövér borostás férfi      | Stan Freberg      | Kardos Gábor       | Szerémi Zoltán     | Bácskai János      |
| Gazdag kereskedő          | Stan Freberg      | Varga Tamás        | Zubornyák Zoltán   | Végh Ferenc        |
| Rendőri diszpécser        | Stan Freberg      | Imre István        | Andai Kati         | Imre István        |
| Fiatalember               | Stan Freberg      | Salinger Gábor     | Zubornyák Zoltán   | Bodrogi Attila     |
| A roncstelep tulajdonosa  | Stan Freberg      | Szersén Gyula      | Zubornyák Zoltán   | Kardos Gábor       |

## Televíziós megjelenések
A második magyar szinkronnal a televízióban vetítették le.
- TV-1, M2